# Camptoptera intermedia
Camptoptera intermedia är en stekelart som beskrevs av Soyka 1961. Camptoptera intermedia ingår i släktet Camptoptera och familjen dvärgsteklar.
Artens utbredningsområde är Portugal. Inga underarter finns listade.